# Frank Black Francis
Frank Black Francis es un álbum doble del músico estadounidense de rock alternativo Frank Black, lanzado en 2004, coincidiendo con la gira de reunión de Pixies. El primer CD es una demo acústica de marzo de 1987 grabado por Gary Smith, justo anterior a la primera sesión de grabación de Pixies. El segundo disco es una grabación de 2004 de canciones de Pixies grabadas por Frank Black con Keith Moliné y Andy Diagram, componentes de David Thomas and Two Pale Boys.

## Lista de canciones

### Disco 1
1. "The Holiday Song" - 1:54
2. "I'm Amazed" - 1:25
3. "Rock a My Soul" - 1:50
4. "Isla de Encanta" - 1:39
5. "Caribou" - 3:00
6. "Broken Face" - 1:21
7. "Build High" - 1:26
8. "Nimrod's Son" - 2:08
9. "Ed Is Dead" - 2:45
10. "Subbacultcha" - 2:45
11. "Boom Chickaboom" - 2:33
12. "I've Been Tired" - 3:10
13. "Break My Body" - 1:55
14. "Oh My Golly!" - 1:59
15. "Vamos" - 2:14

### Disco 2
1. "Caribou" - 3:09
2. "Where Is My Mind?" - 3:41
3. "Cactus" - 2:41
4. "Nimrod's Son" - 3:01
5. "Levitate Me" - 2:01
6. "Wave of Mutilation" - 2:25
7. "Monkey Gone to Heaven" - 3:49
8. "Velouria" - 4:35
9. "The Holiday Song" - 2:21
10. "Into the White" - 3:24
11. "Is She Weird?" - 3:51
12. "Subbacultcha" - 2:56
13. "Planet of Sound" - 14:56